# Leptoxis praerosa
Leptoxis praerosa är en snäckart som först beskrevs av Thomas Say 1821.  Leptoxis praerosa ingår i släktet Leptoxis och familjen Pleuroceridae. IUCN kategoriserar arten globalt som sårbar. Inga underarter finns listade i Catalogue of Life.